# Vancouver Royals
Il Vancouver Royals fu un club calcistico canadese di Vancouver (Columbia Britannica), fondato nel 1967 per partecipare al campionato della USA e sciolto nel 1968, dopo aver disputato la prima edizione della North American Soccer League.

## Storia
La squadra disputò nel 1967, come Vancouver Royal Canadians, l'unica edizione del campionato della USA, United Soccer Association, che si fregiava del titolo di campionato di Prima Divisione su riconoscimento della FIFA. Quell'edizione della lega fu disputata utilizzando squadre europee e sudamericane in rappresentanza delle franchigie iscritte, che non avevano avuto tempo di riorganizzarsi dopo la scissione che aveva dato vita al campionato concorrente della National Professional Soccer League; la squadra di Vancouver fu rappresentata dagli inglesi del Sunderland, ma non riuscì ad accedere ai playoff.
Nel 1968 la squadra disputò il primo campionato della NASL, lega nata dalla fusione fra la USA e la rivale NPSL. Questa unione aveva reso necessari alcuni cambiamenti nella collocazione e nella proprietà delle franchigie, così George Fleharty, ex proprietario dei San Francisco Gales, fu risarcito della chiusura del suo club permettendogli di acquistare il team di Vancouver dal precedente proprietario, E.G. Eakins. Fleharty decise di semplificare il nome del club in Vancouver Royals.
Il risultato sportivo nel 1968 comunque fu analogo alla stagione precedente, con il mancato raggiungimento dei play-off. Nonostante avesse registrato la terza migliore affluenza della lega, alla fine della stagione il club si sciolse e si dovette attendere l'avvento nel 1974 dei Whitecaps prima di tornare a parlare di calcio professionistico a Vancouver.

## Allenatori
- 1967  Ian McColl
- 1968  Ferenc Puskás

## Media spettatori
Nella seguente tabella la media degli spettatori presenti allo stadio per le partite di stagione regolare.
| Stagione | Partite disputate | Totale spettatori | Media spettatori |
| -------- | ----------------- | ----------------- | ---------------- |
| 1967     | 6                 | 42.113            | 7.019            |
| 1968     | 16                | 99.157            | 6.197            |